# Paulo Choco
Paulo Alves da Silva (Araguari-MG, 16 de maio de 1940), mais conhecido como Paulo Choco, é um ex-futebolista brasileiro que atuava como centroavante. Atuou nas décadas de 1960 e 1970, defendendo o Anápolis FC, Ipiranga AC, Grêmio Anapolino-GO, Flamengo, Portuguesa Carioca, Náutico, Sport-PE e River do Piauí, onde encerrou a carreira, em 1974.
Foi o autor do gol do Flamengo na final da Taça Brasil de 1964, quando o rubro-negro foi derrotado pelo Santos de Pelé por 4x1.

## Conquistas
Flamengo
- Campeonato Carioca de Futebol (2): 1963, 1965
- Troféu Naranja: 1964

River-PI
- Campeonato Piauiense de Futebol: 1973